# Kan (vaatwerk)
Een kan is een voorwerp dat gebruikt wordt om een vloeistof in te bewaren, en dat een schenktuit bezit waaruit men de vloeistof kan schenken.
Kannen kunnen vervaardigd zijn uit hout, uit -al dan niet geëmailleerd- aardewerk of porselein. Daarnaast komen glazen en metalen kannen voor. Tot de laatste categorie kunnen ook tinnen kannetjes worden gerekend. Tegenwoordig zijn er ook kannen van kunstststof.
Speciale kannen zijn onder meer: de theekan of theepot, de koffiekan, het melkkannetje en de kraantjeskan. 
Verwant aan de kan is de kruik.

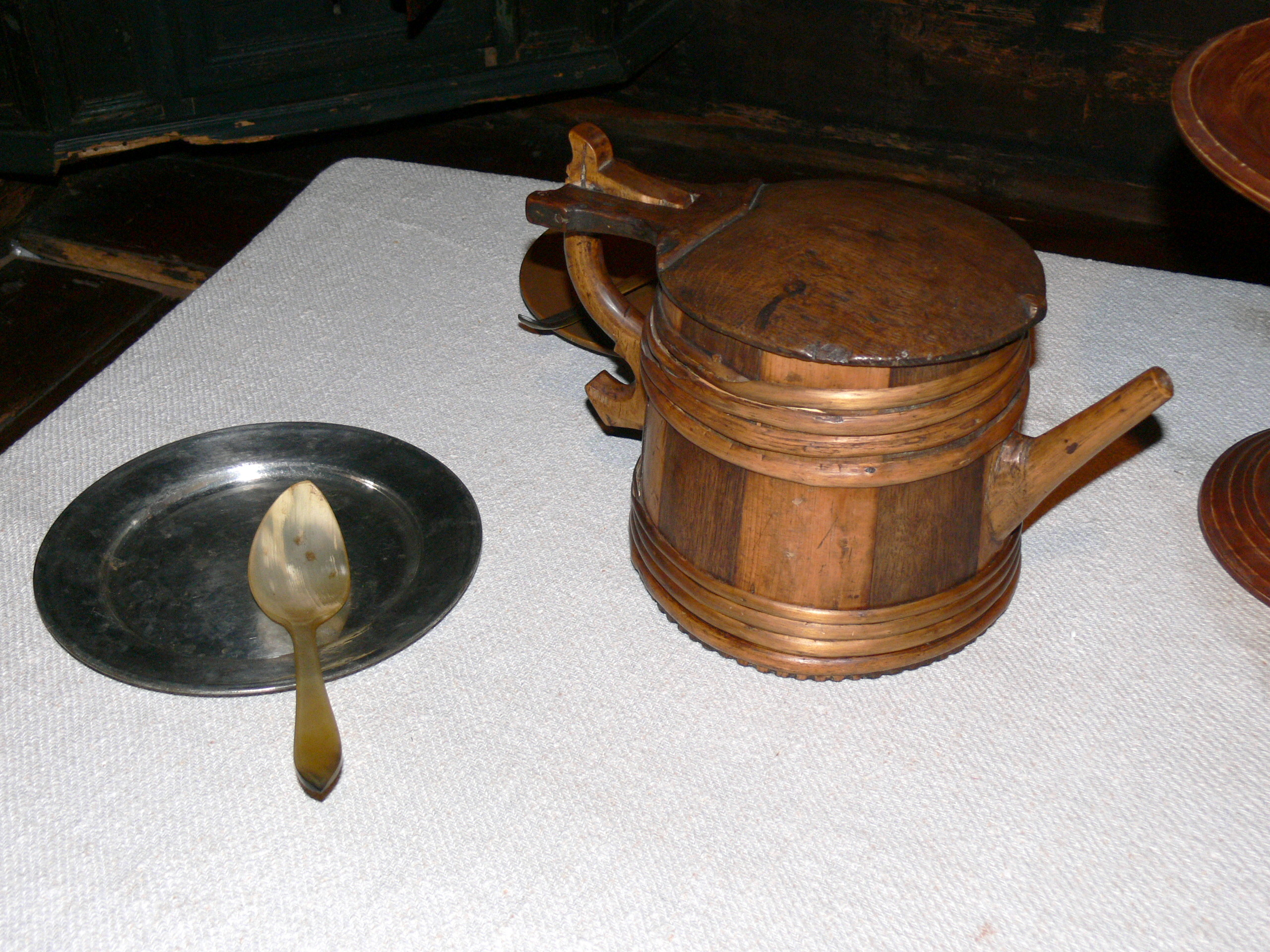
Een houten kan
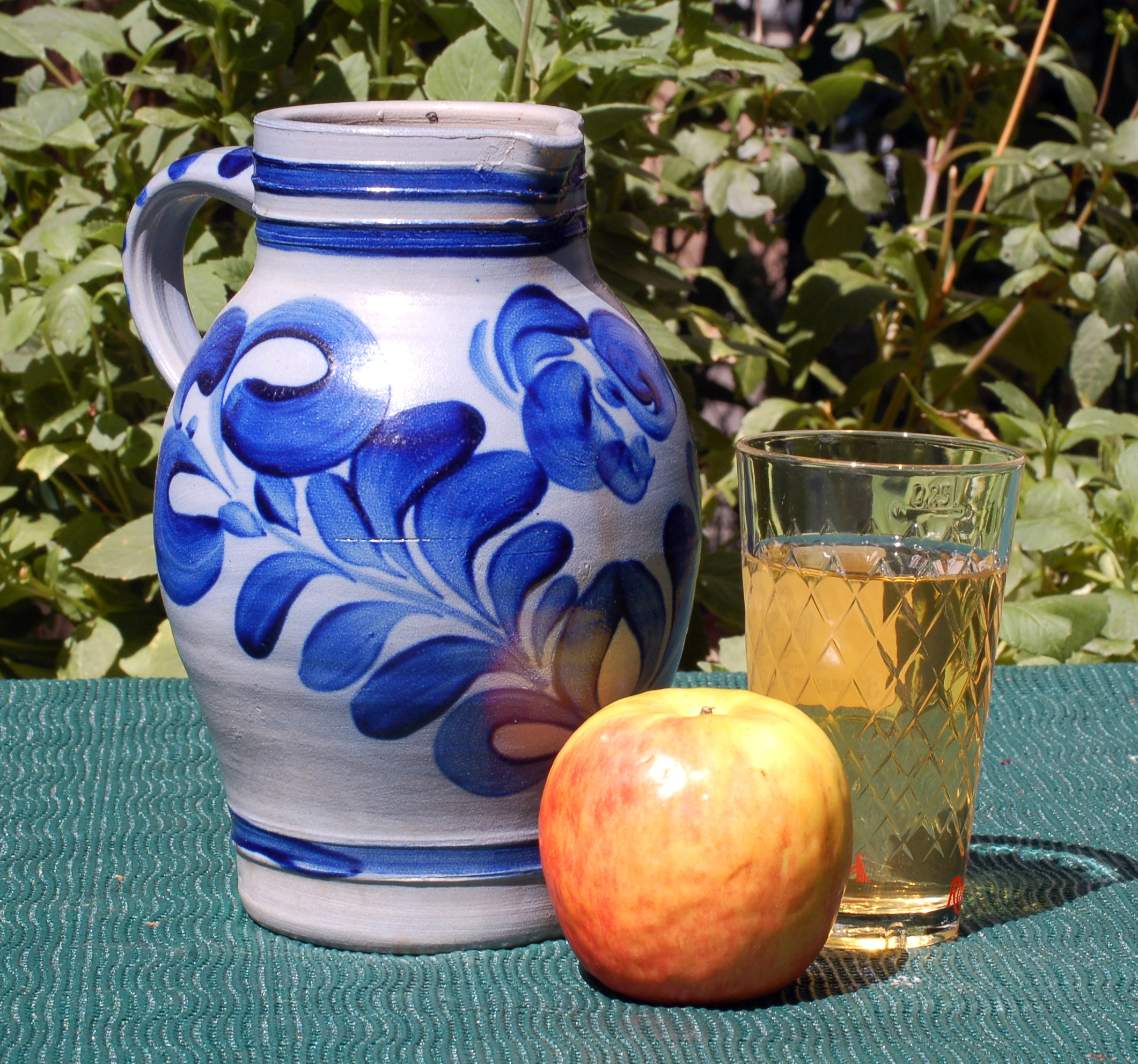
Een aardewerken kan
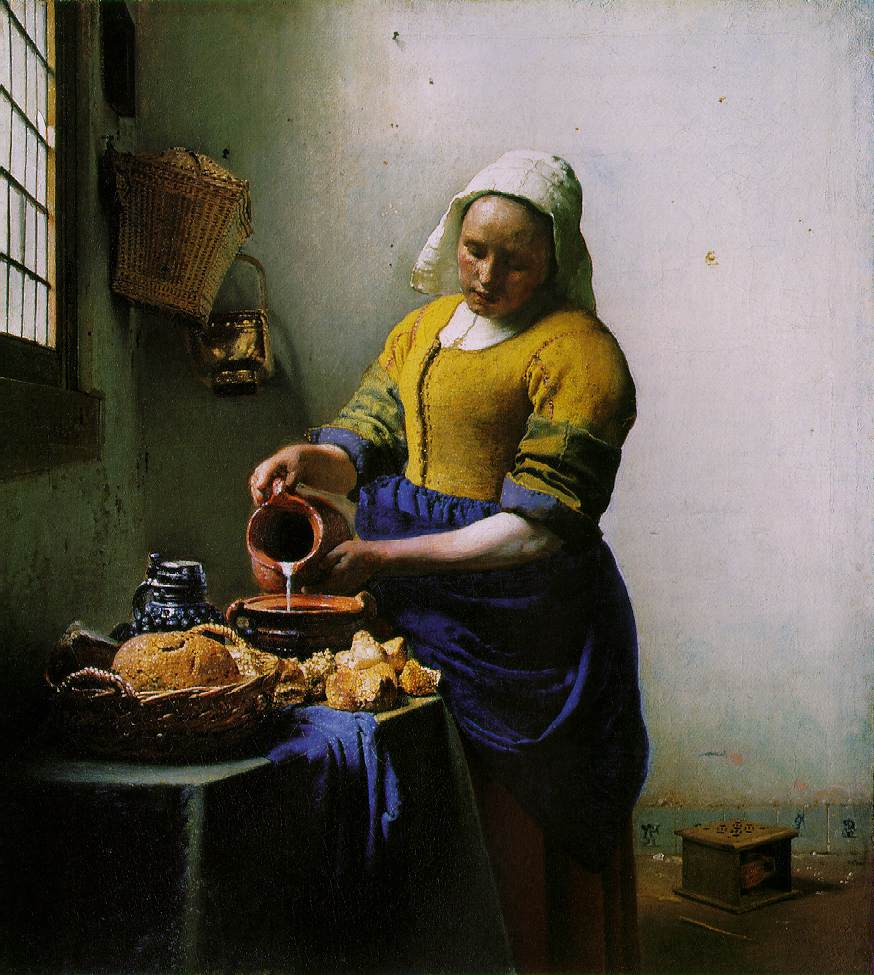
Melkkan in de kunst: Vermeer
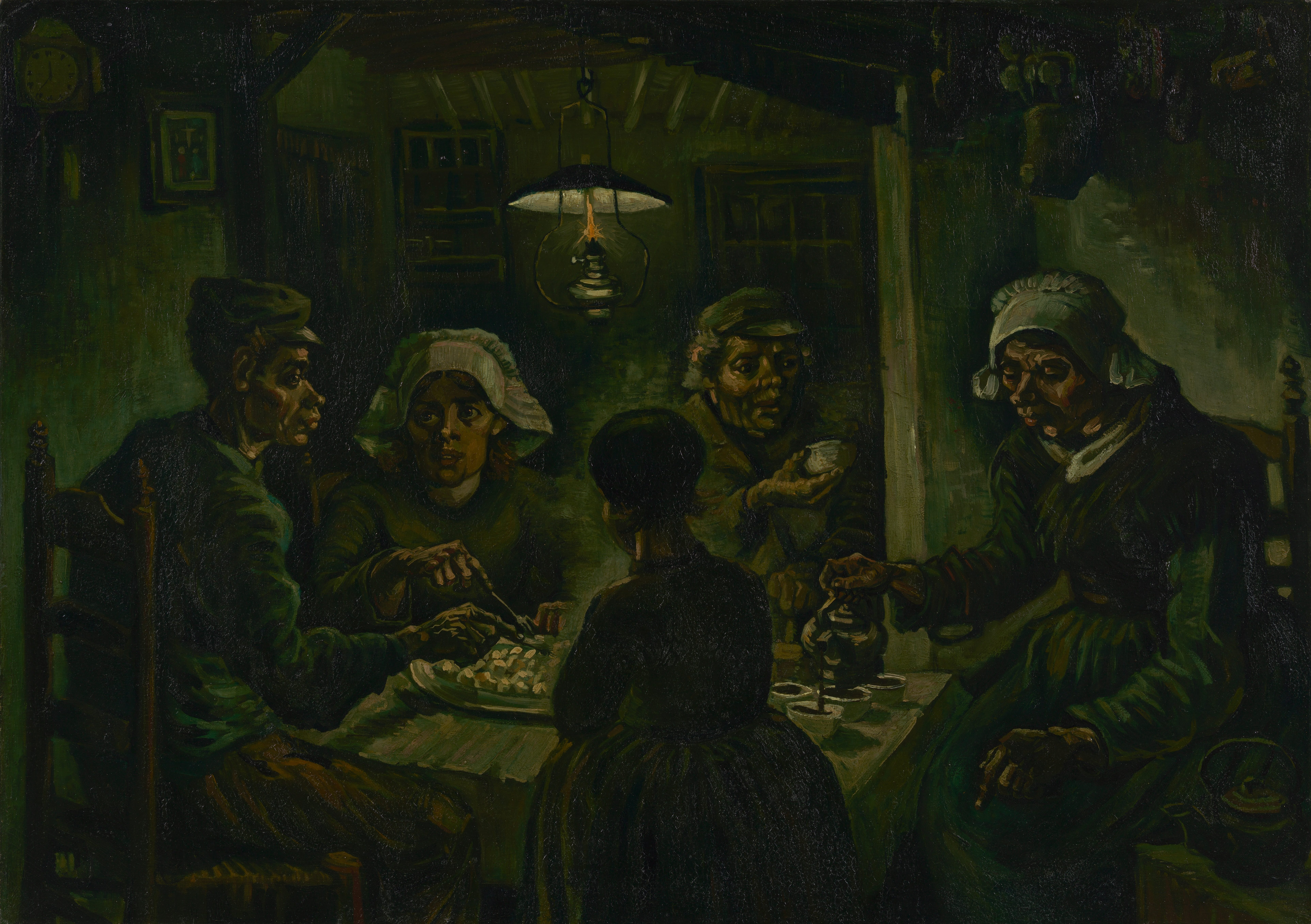
Koffiekan in de kunst: Van Gogh